# Windows Imaging Format
Le format Windows Imaging (WIM) est un fichier d'image de disque. Ce format a été développé par Microsoft et permet de déployer les versions de Windows depuis XP SP2 et Server 2008. Ce format est utilisé nativement pour les installations de Windows depuis Vista et Server 2008.

## Format du fichier WIM
Un fichier WIM contient des métadonnées et les fichiers contenus sur une partition. Contrairement aux fichiers images orientés secteurs (ISO 9660, .cue ou Ghost), WIM contient les informations sur les fichiers contenus dans la partition.
Un des premiers avantages est que le format WIM est indépendant du matériel (taille des secteurs) et les fichiers identiques au sein d'un fichier WIM (qui peut contenir plusieurs images de partitions) ne sont stockés qu'une fois.
Cependant le fait que ceux-ci soient stockés dans une base WIM réduit les surcharges réseau et disque lors de leur ouverture.
Une autre conséquence du format orienté fichier est que les images WIM doivent être déployées sur un volume ou une partition déjà créés, ce qui peut être réalisé au sein de l'environnement de préinstallation Windows PE 2 à l'aide de la commande diskpart.
Les différentes images contenues au sein d'un fichier WIM sont référencées par un numéro d'index. Un fichier WIM peut aussi être partitionné en de multiples fichiers (.swm) afin, par exemple, d'être enregistrés sur CD ou DVD.

## Utilisation et outils
Les fichiers WIM peuvent être créés par la commande ImageX, fournie par Microsoft dans plusieurs environnements de déploiement Windows Automated Installation Kit (WAIK), Windows OEM Preinstallation Kit (OPK) ou dans Business Desktop Deployment (renommé en Microsoft Deployment Toolkit) pour la capture d'image (sous « sysprep ») ou la génération d'environnement de préchargement (WinPE). Le logiciel d'archivage 7-Zip permet également de créer de tels fichiers.
Une image WIM peut aussi être montée comme répertoire afin d'en faciliter la maintenance et l'ajout des mises à jour. Il devient alors possible d'ajouter des pilotes de périphériques, par exemple.
Les images WIM peuvent être rendues bootable, ce qui est par exemple le cas du DVD d'installation de Windows Vista et Windows Server 2008, dont les DVD d'installation contiennent le fichier BOOT.WIM qui contient une version de Windows PE afin de lancer l'installation.
Une interface graphique pour ImageX existe, nommée GImageX, permettant toutes sortes de manipulations / obtentions d'informations sur vos images WIM. La bibliothèque WIMGAPI.DLL offre un jeu d'API permettant de créer des outils supplémentaires pour gérer le format WIM, qui est documenté.